# Stephen Fuchs
Stephen Fuchs (* 30. April 1908 in Bruck an der Mur; † 17. Januar 2000 in Mödling) war ein österreichischer Anthropologe, Soziologe, Folklorist und Missionar, der über sechzig Jahre in Indien lebte. Er gehörte dem katholischen Missionsorden der Steyler Missionare an.

## Leben
Stephen Fuchs kam 1934 nach Indore in Zentralindien, wo er sich nach Sprachstudien besonders der Erforschung der Stämme widmete. In seinem Werk Rebellious Prophets (1965) untersuchte er messianische Bewegungen in indischen Religionen.
Er war Gründer des Institute of Indian Culture in Mumbai.
Er lernte auch Hindi und Korku sowie die lokalen Dialekte von Madhya Pradesh.

## Werke
- The Gond and Bhumia of eastern Mandla. Asia Publ. House, London 1960.
- Origin of Religion. Introduction into History of Religion, Pontifical Institute of Theology and Philosophy, Alwaye 1975.
- Anthropology for the Missions, St. Paul Publications, Allahabad 1979.
- Godmen on the warpath: a study of messianic movements in India. Munshiram Manoharlal Publishers, New Delhi 1992.
- The Korkus of the Vindhya Hills. Inter-India Publications, New Delhi 1988.
- The Aboriginal Tribes of India. MacMillan, Delhi, Madras, Bombay 1974.
- Rebellious Prophets. A Study of Messianic Movements in Indian Religions. Asia Publishing House, Bombay 1965 Digitalisat.
- The Children of Hari. A study of the Nimar Balahis in the Central Provences of India. Verlag Herold, Wien 1950 (Wiener Beiträge zur Kulturgeschichte und Linguistik Band VIII).
- The Vedic horse sacrifice: in its culture-historical relations. Inter-India Publications, New Delhi 1996.